# 紀伊長島站
紀伊長島站（日语：／ Kii nagashima eki */?）是位於三重縣北牟婁郡紀北町東長島，屬於東海旅客鐵道（JR東海）的紀勢本線車站。特急列車「南紀」在內的所有旅客列車均停靠此站。

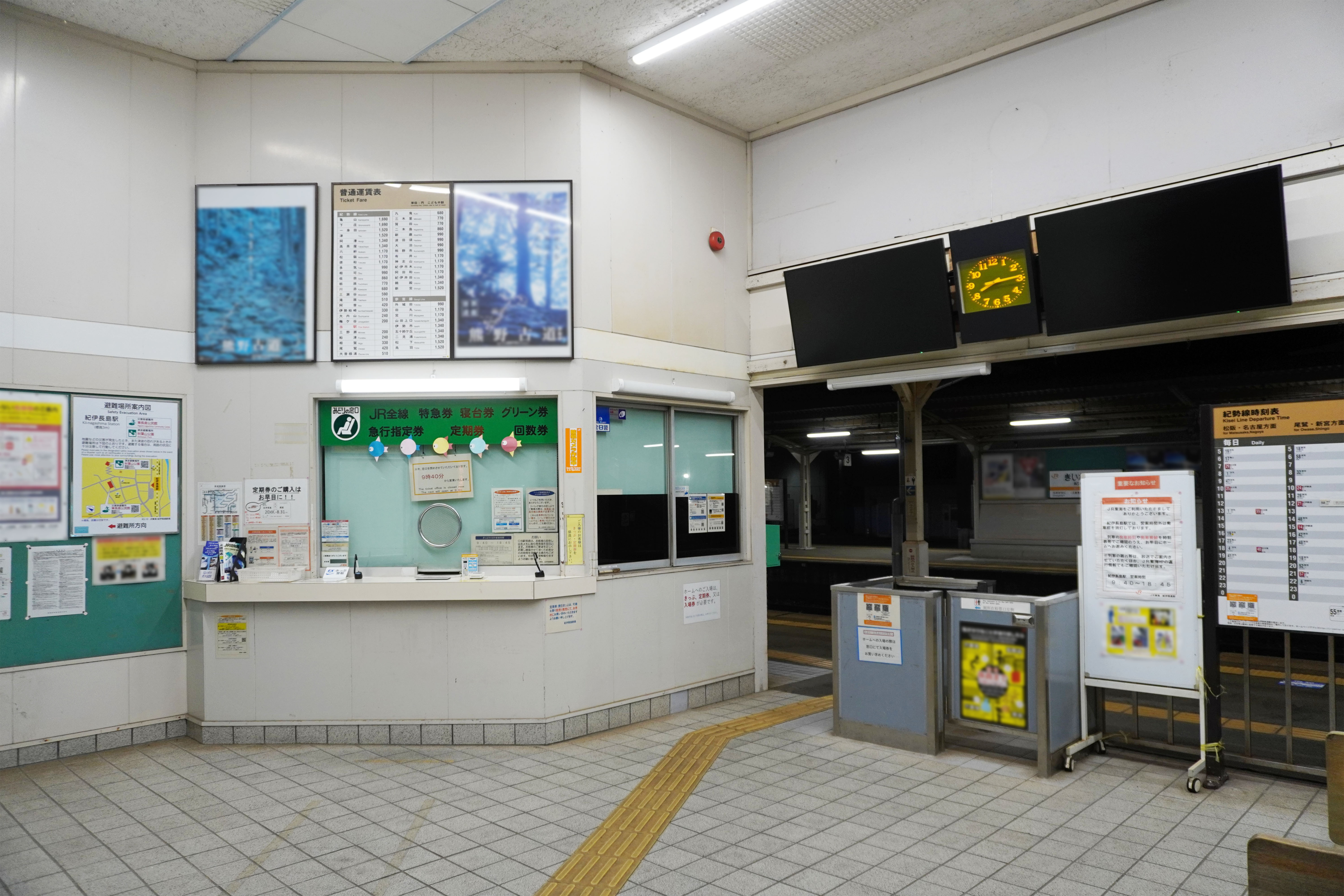
驗票口(2023年7月)

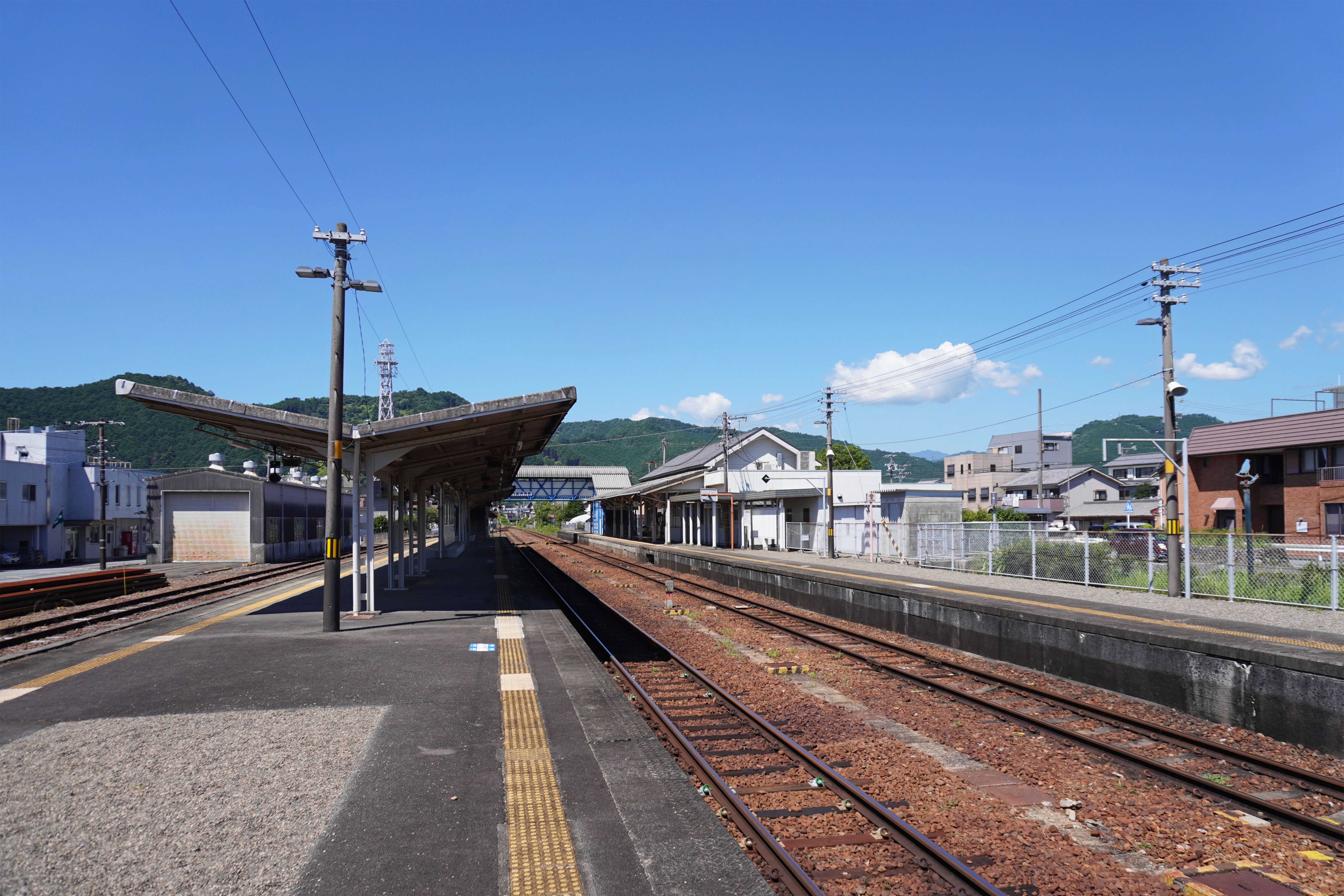
月台(2023年7月)

## 歷史

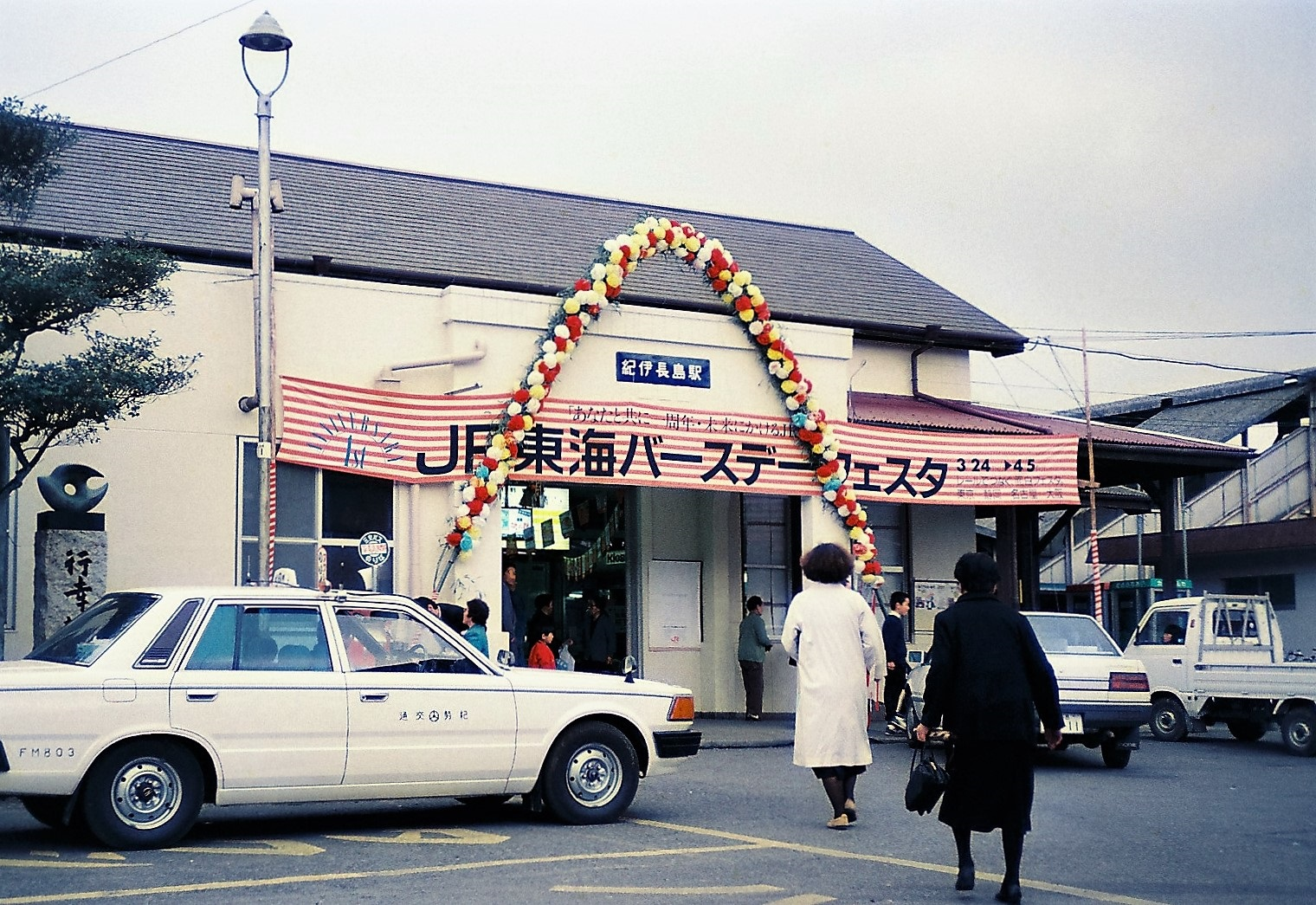
1988年4月時的站房

- 1930年（昭和5年）4月29日：國鐵紀勢東線大內山站至此站之間開業，此站啟用[1]。
- 1932年（昭和7年）4月26日：國鐵紀勢東線此站至三野瀨站之間開業[1]。
- 1959年（昭和34年）7月15日：三木里站至新鹿站之間開通，同時路線改名為紀勢本線[1]。
- 1984年（昭和59年）2月1日：隨著新宮運輸區紀伊長島分區廢止，駕駛員所屬紀伊長島站。
- 1987年（昭和62年）4月1日：伴隨國鐵分割民營化，車站由東海旅客鐵道（JR東海）營運[1]。

## 車站構造
本站為地面車站，站内設有1面1線的單式月台1和1面2線的島式月台，共2面3線的混合式月台。月台之間設有跨線橋，站房位於單式月台的側邊。站內設有數條側線，此鄰近的車站來說，此站的規模比較大。本站的站為房木造建築物，後來經過翻新。在閘口上設有LED式列車資訊。
此站為站長、車站職員配置車站（管理車站），並管理伊勢柏崎站至三野瀨站之間的各站。站內設有綠色窗口，但沒有設置自動閘機和自動售票機，也無法使用IC卡TOICA。本站在藍天自由通票的範圍中為紀勢本線的最南端。

### 月台
| 月台 | 路線      | 上下行 | 方向             | 備註                         |
| ---- | --------- | ------ | ---------------- | ---------------------------- |
| 1    | ■紀勢本線 | 上行   | 松阪、名古屋方向 | 包括特急「南紀」             |
| 2    | ■紀勢本線 | 下行   | 尾鷲、新宮方向   | 包括特急「南紀」             |
| 3    | ■紀勢本線 | 下行   | 尾鷲、新宮方向   | 進行待避或從此出發的列車使用 |
| 3    | ■紀勢本線 | 上行   | 松阪、名古屋方向 | 只限從此站出發使用           |

上行為1號月台，下行為2號月台。若普通列車不需要進行待避，基本上也是使用同樣月台。

## 停站列車
車站位於東紀州的玄關口，所有列車均停此站。在此站出發的列車中，約1/3是特急（南紀）。
此站為JR東海的紀勢本線內，列車運行上的據點車站。在2016年3月前，設有普通列車此站進行分離和結併作業。現時，設有特急待避與列車交會，也設有夜間停泊的列車。在待避線（3號月台）中，設有列車長時間停車。在以前，在黃昏前設有列車在此停站1小時44分鐘（330C列車），在2008年（平成20年）3月14日的時間表修正後，此站便分開為兩個列車編號。
在2012年3月前，JR東海內唯一在車站設有所屬的駕駛員。其乘務範圍為紀勢本線的多氣站至新宮站之間。（在2010年3月13日的時間表修正前，JR東海在特急南紀的乘務範圍包括在JR西日本內的紀伊勝浦，在時間表修正後，新宮站至紀伊勝浦站之間由JR西日本的駕駛員負責。駕駛員負責在另一鐵路公司內執行業務來說，在JR集團來說是少見的。）

## 使用狀況
根據「三重縣統計書」，以下列出近年1日平均乘車人次。
| 年度   | 一日平均 乘車人次 |
| ------ | ----------------- |
| 1998年 | 355               |
| 1999年 | 362               |
| 2000年 | 360               |
| 2001年 | 333               |
| 2002年 | 314               |
| 2003年 | 322               |
| 2004年 | 335               |
| 2005年 | 322               |
| 2006年 | 295               |
| 2007年 | 279               |
| 2008年 | 264               |
| 2009年 | 265               |
| 2010年 | 264               |
| 2011年 | 254               |
| 2012年 | 273               |
| 2013年 | 276               |
| 2014年 | 241               |
| 2015年 | 244               |
| 2016年 | 239               |
| 2017年 | 240               |

## 車站周邊
在車站前迴旋路中設有免費停車場、停泊單車場、三重交通巴士站和的士站。
- 紀北町政廳本廳舍
- 紀北町立紀北中學
- 紀北町立東小學
- 紀伊東長島郵局
- 百五銀行（日语：百五銀行）長島分店
- 紀北信用金庫（日语：紀北信用金庫）長島分店
- 三重紀北消防組合（日语：三重紀北消防組合） 紀伊長島消防署
- 尾鷲警署（日语：尾鷲警察署） 紀伊長島幹部崗亭
- 有久寺溫泉（日语：有久寺温泉）
- 長島城（日语：長島城 (紀伊国)）遺址
- 熊野古道
- 紀勢自動車道紀伊長島交流道
- 紀北町紀伊長島圖書室（日语：紀北町図書館#紀伊長島図書室）、紀伊長島鄉土資料館
- OKUWA（日语：オークワ）紀伊長島店

## 巴士路線
- 三重交通一般巴士路線 長島站前巴士站
  - 長島站前－國道相賀（三交海山）－綜合醫院前－尾鷲站口－瀨木山（尾鷲Segiyama會堂前）
  - 長島站前－河合
- 三重交通高速巴士路線 紀伊長島巴士站 （在車站前約700米，在國道42號上）
  - 津市內－紀伊長島－尾鷲市內－熊野市內
  - 松阪市內－紀伊長島－尾鷲市內

往錦福羅公園的巴士路線已於2009年（平成21年）4月30日廢止。

## 相鄰車站
東海旅客鐵道（JR東海）
紀勢本線
- 特急「南紀」停車站

梅谷－紀伊長島－三野瀨

## 注腳

## 外部連結
- 紀伊長島 - 東海旅客鐵道
- 國土地理院地國參閲服務 （页面存档备份，存于） - 紀伊長島站周邊1/25000地勢圖 （页面存档备份，存于）